# Jeleń (stacja kolejowa)
Jeleń – stacja kolejowa w Jeleniu, w województwie łódzkim, w Polsce. Na stacji zatrzymywały się pociągi jeżdżące na trasie do Opoczna, Tomaszowa Mazowieckiego oraz Koluszek. Od 1 sierpnia 2009 roku do 9 grudnia 2012 ruch pasażerski był zawieszony.

## Ruch pasażerski
| Rok  | Wymiana pasażerska na dobę |
| ---- | -------------------------- |
| 2017 | 0-9                        |
| 2022 | 0-9                        |

W pobliskim lesie zachowany zespół schronów z czasów II wojny światowej, przeznaczonych dla pociągów sztabowych.